# Орлов, Василий Александрович (политик)
Василий Алекса́ндрович Орло́в (род. 14 апреля 1975, Благовещенск) — российский государственный и политический деятель. Губернатор Амурской области с 27 сентября 2018 (врио 30 мая — 27 сентября 2018).
С июля 2022 года за поддержку войны России против Украины находится под санкциями США, Великобритании, Канады и других стран

## Биография
Василий Александрович Орлов родился 14 апреля 1975 года в городе Благовещенске Амурской области в семье военного. Дальневосточник в четвёртом поколении. Дед, Василий Михайлович Ступников, работал ректором местного пединститута, в 2007 году ему присвоили звание почетного гражданина города. В начале 80-х семья поселилась в городе Свободном. Посещал школу № 8 г. Свободный, три года учился в школе в Москве, окончил обучение в гимназии № 1 г. Благовещенска.

### Образование
В 1998 году окончил отделение китайского и английского языков филологического факультета Благовещенского государственного педагогического университета с присвоением квалификации учителя китайского и английского языков, референта-переводчика китайского языка.
В 2002 году получил диплом отделения государственного и муниципального управления МГИМО по специальности «государственное и муниципальное управление» со знанием иностранного языка с присвоением квалификации менеджера.
В 2013 году защитил диссертацию на соискание ученой степени кандидата экономических наук по теме «Экономико-математические методы и модели оценки эффективности реализации муниципальных целевых программ» на кафедре «Прикладной математики» федерального государственного бюджетного образовательного учреждения высшего профессионального образования "Московский государственный университет экономики, статистики и информатики (МЭСИ).
Выпускник программы подготовки управленческих кадров РАНХиГС.

### Трудовая деятельность

#### Предпринимательская деятельность
С 2002 по 2007 год занимал должность генерального директора областного государственного унитарного предприятия «Амур-качество».
С 2007 по 2008 год — гендиректор ОАО «Амурский кристалл», занимающегося выпуском алкогольной продукции. Выступал в СМИ Амурской области как специалист по вопросам, касающимся данного вида продукции.

#### Политическая деятельность в Благовещенске
27 марта 2005 года был избран депутатом городской Думы Благовещенска IV созыва по округу № 9 в качестве самовыдвиженца получив 969 голосов (или 26,73 % голосов избирателей, принявших участие в голосовании).
В 2007 году вступил в партию «Единая Россия», член амурского регионального политсовета партии.
6 октября 2008 года Василий Орлов занял пост заместителя по экономике мэра Благовещенска Александра Мигули. После отстранения от должности последнего принял решение подать в отставку, однако проработал на этой должности до 31 мая 2010 года.
11 марта 2012 года назначен советником главы администрации Благовещенска Павла Березовского.

#### Период работы в правительстве Амурской области
В августе 2012 года перешёл на работу в правительстве Амурской области. 1 августа 2012 года занял пост заместителя министра экономического развития области. 28 мая 2013 года был назначен министром экономического развития. 28 сентября 2015 года уволен с этой должности в связи с переходом на новое место работы.

#### Работа в холдинге «Сибур Холдинг»
После увольнения с поста министр экономического развития Приамурья Василий Орлов перешёл на работу в нефтехимический холдинг «Сибур». Там он занял должность представителя генерального директора компании в регионе, представляя интересы холдинга, связанные с реализацией проекта в области газохимии и газопереработки. В 2017 году руководство компании «СИБУР» перевело Орлова в Москву, в блок подготовки кадров, там же он стал советником корпоративного университета компании.

#### Нахождение в кадровом резерве президента РФ
В декабре 2014 года вошёл, вместе с Александром Козловым (на тот момент мэр Благовещенска), в резерв управленческих кадров под патронатом президента РФ. Однако в обновлённом списке резерва в 2016 году Орлов уже не числился, вместо него из амурских чиновников, помимо Козлова, в список вошёл заместитель губернатора Амурской области Андрей Донец.

## Глава Амурской области
30 мая 2018 года президент РФ Владимир Путин провёл рабочую встречу с Василием Орловым. На ней он сообщил о решении назначить его, в связи с досрочным прекращением полномочий губернатора Амурской области Александра Козлова, временно исполняющим обязанности губернатора Амурской области, издав соответствующий указ.
Вскоре он изъявил желание принять участие в выборах губернатора региона.
9 сентября 2018 года, в единый день голосования, избран Губернатором Амурской области. 27 сентября вступил в должность.
10 сентября 2023 года был переизбран на очередных выборах губернатора Амурской области, набрав 82,38 % голосов.

## Санкции
19 августа 2022 года, на фоне вторжения России на Украину, Орлов включён в санкционный список Канады «близких соратников режима, которые являются соучастниками агрессии российского режима против Украины». Ранее, 26 июля 2022 года, включён в санкционный список Великобритании «против российских чиновников, поддерживающих марионеточные администрации Путина на Украине».
19 октября 2022 года включён в санкции Украины как «глава государственного органа, осуществлявший поддержку/поощрение/публичное одобрение политики РФ, направленной на проведение военных действий и геноцид гражданского населения в Украине».
24 февраля 2023 года Госдепом США Орлов включён в санкционный список лиц причастных к «осуществлению российских операций и агрессии в отношении Украины, а также к незаконному управлению оккупированными украинскими территориями в интересах РФ», в частности за «призыв граждан на войну в Украине».
Также, по аналогичным основаниям, включён в санкционные списки Австралии и Новой Зеландии.

## Семья
Женат. Супруга — Анна Павловна. Две дочери, Елена (род. 2004) и Екатерина (род. 2018).

## Увлечения
Автор и исполнитель песен собственного сочинения. Ходит в тренажёрный зал и любит кататься на велосипеде, водит автомобиль.